# Гаррус Вакариан
Га́ррус Вака́риан (англ. Garrus Vakarian) — персонаж серии видеоигр Mass Effect, созданной компанией BioWare. Он один из инопланетян на космическом корабле «Нормандия» под командованием капитана Шепард(а). Вместе с ним (ней) он путешествует по Млечному Пути с целью остановить Жнецов, расу разумных машин, которые раз в 50 000 лет уничтожают всю разумную жизнь в галактике. Вакариан — очень нетерпеливый турианец с обострённым чувством справедливости, что не свойственно его расе. Гаррус — ближайший друг капитана, а при выборе женского персонажа может стать романтическим партнёром.
Гаррус родился на родной планете турианцев, Палавене. В детстве Вакариан обучался владению огнестрельного оружия. В юности он стал способным бойцом, но вместо Спектра Вакариан стал сотрудником правопорядка на Цитадели, столице галактики. В Mass Effect он помогает Шепард(у) одолеть Спектра-изменника Сарена. В Mass Effect 2 турианец стал вигилантом на станции Омега. В Mass Effect 3 Вакариан помогает капитану уничтожить Жнецов, которые напали на галактику.
Персонаж был создан Кейси Хадсоном. Над дизайном турианца на протяжении всех трёх игр велась активная работа. После выхода Mass Effect в 2007 году он стал популярным, поэтому разработчики решили добавить тому романтическую линию с женщиной-Шепард. Озвучивал Гарруса Брендон Кинер, а в русском дубляже от компании Snowball Studios дублированием занимался Глеб Подгородинский. Персонаж был очень тепло принят игроками и критиками. Гаррус был признан самым популярным персонажем франшизы Mass Effect. Помимо этого, Вакариан стал героем фанатского творчества.

## Характеристики
Гаррус является турианцем. В отличие от представителей своего вида, стремящихся к порядку и славящихся милитаристическими взглядами, он нетерпелив и стремится вершить правосудие во что бы то ни стало. Он вежлив с друзьями и невинными, но безжалостен к врагам или преступникам. Вакариан является идеалистом, однако с течением времени он приобретает более реалистические взгляды. Турианец отважный и мужественный, но иногда проявляет и милые черты характера. Также он любит свою семью и всегда её поддерживал, несмотря на разногласия с его отцом. Вакариан является самым близким другом Шепард(а), в первой игре Гаррус часто обращается за советом к капитану. Со временем он меняется благодаря Шепард(у), который по воле игрока может подать ему пример, также капитан в поздних играх видит то, как Гаррус изменяется, приобретая лидерские качества, и становится его духовным наследником. Он один из немногих персонажей, который доступен в качестве напарника и находится на стороне главного героя во всех трёх играх. Турианец не намного младше Шепард(а), то есть его возраст примерно 25 лет в Mass Effect и от 27 до 29 лет в Mass Effect 2.
Гаррус одет в броню, состоящую из элементов чёрного и синего цветов. В более поздних играх добавился серебристый цвет. Одна из отличительных черт персонажа — визор, который тот никогда не снимает и носит на протяжении всех трёх игр. Он ему нужен для повышения точности стрельбы. При игре за женскую версию главного героя с Гаррусом можно завести роман. Однако в первой части это недоступно. Однако, если ни с Гаррусом, ни с Тали’Зорой не начинать отношений, то в Mass Effect 3 они полюбят друг друга. В зависимости от принятых решений Гаррус может погибнуть в Mass Effect 2 или Mass Effect 3. В играх персонаж может пользоваться разнообразными снайперскими и штурмовыми винтовками. Также Гаррус может выводить из строя кинетические щиты и оружие противников.

## Появления
Гаррус родился и вырос на Палавене, родине турианцев, вместе с сестрой Соланой. Там благодаря своему отцу, Кастису Вакариану, он учился пользоваться огнестрельным оружием. Обучение у него шло плохо, однако упорные тренировки привели к накоплению опыта у турианца. В 15 лет Гаррус начал обязательную военную службу. Там он показал себя выдающимся бойцом и позже его избрали для обучения в специальной программе, обучающей Спектров. Но его отцу, офицеру СБЦ, данное подразделение не нравилось, поэтому Гаррус данный статус так и не получил. В результате, Вакариан вступил в СБЦ. Там Гаррус был очень разочарован ограничениями, что привело к конфликту с его отцом.

### Основные игры
В Mass Effect действие происходит в 2183 году. Сарен Артериус, Спектр-соплеменник Гарруса, нападает на колонию землян под названием Иден Прайм. Люди выдвигают обвинения Сарену, и Совет Цитадели поручает СБЦ начать расследование по делу Сарена. Гаррус становится во главе расследования, но ему не удаётся выяснить что-либо стоящее, так как все дела Сарена засекречены из-за его статуса Спектра. Однако, познакомившись с капитаном Шепард(ом), офицер СБЦ решает помочь тому в поисках доказательства вины турианца. В результате Вакариан, капитан и экипаж «Нормандии» смогли одолеть предателя и отбить атаку Сарена на Циталель. Спустя некоторое время после битвы за станцию Шепард погибает от рук Коллекционеров, марионеток Жнецов. В зависимости от решений, принятых игроком, Вакариан может как начать тренироваться, чтобы стать Спектром, так и вернуться в СБЦ. Однако затем Гаррус становится линчевателем и отправляется на станцию Омега, чтобы там побороть преступность. За это местные жители прозвали его Архангел. На станции он собрал целую команду, чтобы бороться с многочисленными бандами, но его предал один из его товарищей, Сидонис. В Mass Effect 2 Шепард(а) воскрешает экстремистская организация «Цербер», и капитан по велению главы группировки вновь принимает Гарруса в команду, чтобы побороть Коллекционеров. После уничтожения их базы Гаррус убеждает своего отца в неизбежном вторжении Жнецов и турианцу выдают небольшую группу солдат для подготовки. В Mass Effect 3 начинается атака Жнецов. Из-за этого Гаррус отправляется на спутник Палавена, чтобы возглавить там сопротивление для борьбы с захватчиками. После встречи с Шепард(ом) тот вновь становится членом экипажа «Нормандии» и отправляется вместе с капитаном, чтобы помочь ему одолеть разумных машин. В конце Mass Effect 3 он участвует в битве за Землю. Шепард жертвует собой ради спасения галактики, после чего экипаж «Нормандии», включая Гарруса, скорбят об утрате капитана.

### Прочее
Комикс Mass Effect: Homeworlds от Dark Horse Comics повествует о приключениях соратников капитана Шепард(а). В том числе была создана часть, посвящённая борьбе Гарруса с преступностью на Палавене. Помимо этого, персонаж появлялся в фанатском короткометражном фильме «Galactic Battles», в котором повествуется о персонажах из таких франшиз, как «Звёздные войны», «Звёздный путь», Halo и Mass Effect, которые объединились для борьбы со своими врагами. В нём Гаррус был смоделирован на компьютере, а играл его Сэм Ромейн.

## Создание

Концепт-арт Гарруса к Mass Effect 2

В первой игре Мак Уолтерс был одним из ведущих сценаристов, во время работы он сосредоточился на Урдноте Рексе и Гаррусе, а также на нескольких квестах. Персонаж был создан Кейси Хадсоном. Команда разработчиков хотела, чтобы турианцы выглядели как орлы, чтобы подчеркнуть их воинственность. Для создания анатомии они сперва нарисовали представителя данного вида без одежды. Однако BioWare пришлось подстраиваться к человеческому скелету, так как именно он использовался для анимации персонажа. Именно на основе такого стандартного образа и создавался Гаррус. Перед созданием персонажа над дизайном персонажа, по словам арт-директора BioWare, особо не задумывались. Команда набросала несколько типов брони и выбрала сине-чёрный вариант, добавив к ней визор. Однако перед тем, как выбрать окончательный дизайн, художники перебирали многочисленные варианты узоров на лице. Также они сделали гребни на голове более длинными, чтобы сделать его узнаваемым. В Mass Effect 2 персонажу изменили броню, изобразив на ней серьёзные повреждения и добавив текстуру, похожую на ткань, но сине-чёрную гамму они оставили. Помимо этого, во второй части Гаррус получил шрамы. Создавая их, команда разработчиков стремилась сделать их героическими, но в то же время не хотела, чтобы они были ярко-красными для того, чтобы Гаррус остался узнаваем. После выхода Mass Effect персонаж был хорошо принят игроками. Разработчики не ожидали, что Гаррус станет настолько популярен среди фанатов. Многие поклонники даже писали на форумы, где выражали сожаление о том, что они не могут создать роман с ним. По заявлениям одного из сотрудников BioWare, Гаррус не должен был становиться персонажем, доступным для романтических отношений. Однако команда всё же решила добавить возможность игрокам построить с ним отношения. По признанию ведущего сценариста игры, Дрю Карпишина, он продолжил работу над романтической линией персонажа, хоть он и не осознавал её привлекательность. В Mass Effect 3 броня вновь стала более детализованной, к чёрному и синему цветам добавился серебристый. Так разработчики хотели подчеркнуть развитие персонажа. Также для данной игры был создан дополнительный костюм для Гарруса, который очертаниями был похож на его классическую броню, но в расцветке камуфляжа. При создании переиздания серии Mass Effect: Legendary Edition все персонажи были сделаны более детализированными. По словам одного из разработчиков, во время переработки облика Гарруса команда соблюдала баланс, чтобы его шрамы в Mass Effect 2 не выглядели отталкивающими из-за реалистичной графики.
Озвучивал Гарруса американский актёр Брендон Кинер. Данная роль была у него одна из первых в сфере видеоигр. Перед началом работы ему предоставили основные данные персонажа и его концепт-арты. Сессия записи длилась больше двух часов, в это время звукорежиссёр Джинни Максуэйн давала подсказки Кинеру, как именно нужно играть роль. Во время работы он почти не изменял свой голос, однако затем студия добавила эффект ревербации. В Mass Effect 2 образ персонажа изменился, поэтому Кинеру пришлось озвучивать Гарруса более драматично. По заявлению Брендона, во время записи иногда присутствовала Дженнифер Хейл, чтобы помочь ему отыграть роль Гарурса. В русском дубляже первой части от компании Snowball Studios озвучкой занимался Глеб Подгородинский.

### Маркетинг
Лицо персонажа было нанесено на обложку саундтрека Mass Effect Trilogy Vinyl Soundtrack, которая закрывала три пластинки с музыкой первой, второй и третьей частей. Как и для многих других товарищей по команде, для Гарруса были сделаны различные товары. В частности, были созданы фигурки размером 9 дюймов, которые продавались за 220 долларов. Также фанатами были сделаны неофициальные товары, посвящённые персонажу, к примеру, плюшевые игрушки и футболки. В тизер-трейлере Mass Effect: Legendary Edition были показаны персонажи с улучшенной графикой, а Гаррус, в отличие от остальных, появлялся дважды. Также к выходу переиздания в 2021 году была анонсирована статуэтка Гарруса. В том же году была создана официальная наволочка с изображением Вакариана в полный рост для дакимакуры (большой подушки).

## Восприятие
BioWare создали великолепного персонажа, и я очень благодарен за возможность быть частью команды, которая вдохнула в него жизньБрендон Кинер

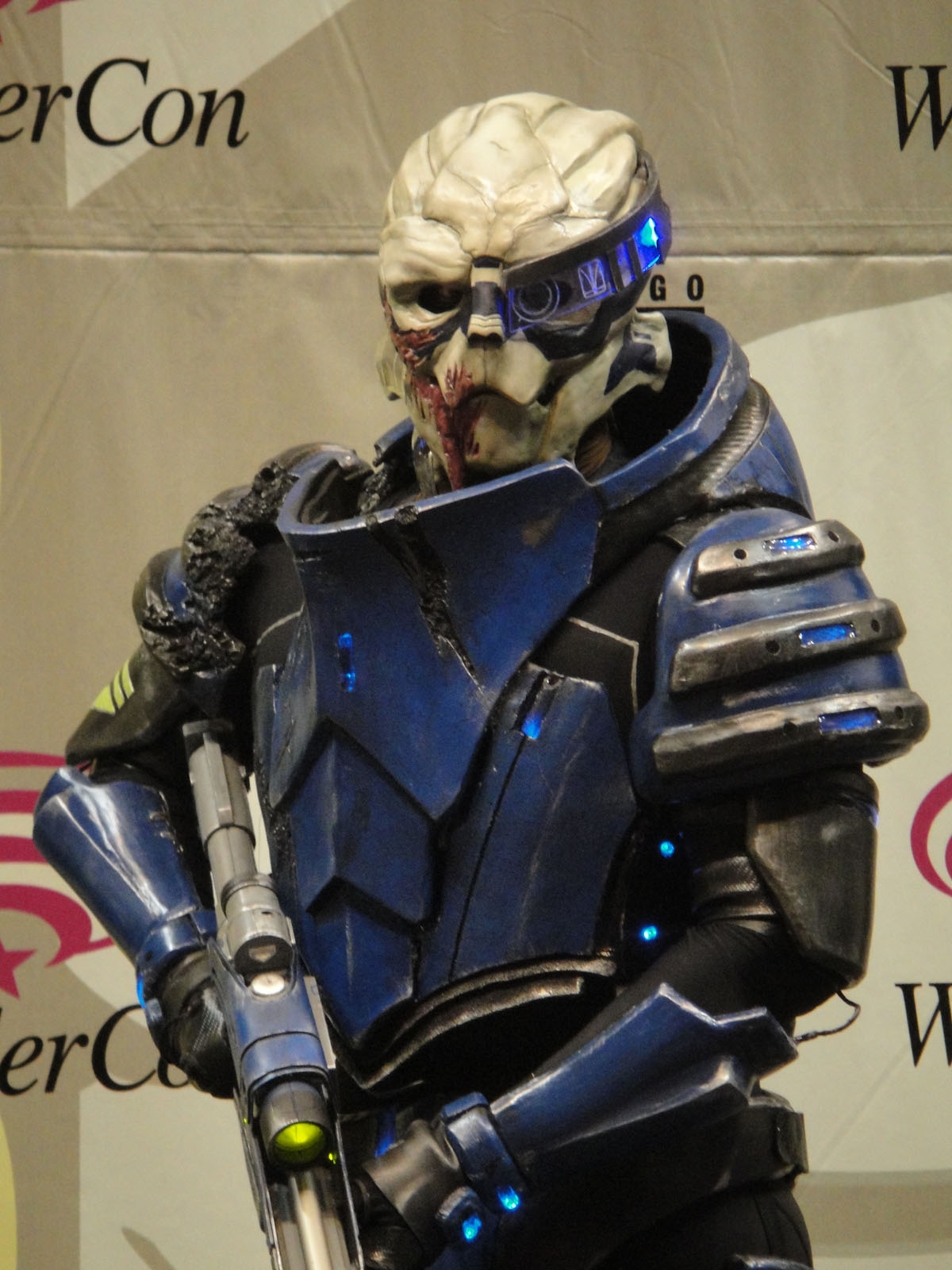
Косплей Гарруса

Критики и игроки хорошо отзывались о персонаже. Гаррус был включён в список 50 величайших персонажей из видеоигр, где занял 38 место. Критик заявил, что персонажу нужно сохранять жизнь на протяжении всех игр, чтобы наблюдать за приятными сценами с ним. Бывший редактор игрового блога Green Man включил персонажа в список пяти лучших напарников Шепард(а). PCGamer опубликовали результаты опроса, в котором было сказано, что Гаррус первый по популярности персонаж в серии игр Mass Effect, обгоняя даже главного героя. В частности, при игре за Шепард-женщину игроки чаще всего создают отношения именно с турианцем. Данный роман был назван Эммой Бойс на сайте IGN лучшим в игре и одним из величайших в видеоиграх, несмотря на, казалось бы, неочевидный выбор партнёра. Директор по разработке Mass Effect 2 и Mass Effect 3 Дориан Кикен был согласен с таким мнением и заявил, что роман женщины-Шепард и Гарруса — лучшие отношения в играх. Более сдержано об отношениях Шепард и Гарруса высказывался Дрю Карпишин. Майкл Графф, наоборот, назвал романтические отношения Гарруса отталкивающими, включив их в список самых неприятных моментов из серии игр. Ричард Чачовски на сайте Screen Rant назвал персонажа лучшим компаньоном в трилогии, объяснив это преданностью, полезностью для Шепард(а) и благородностью. Также о Гаррусе хорошо высказывался Брендон Кинер. В интервью актёр сказал, что был удивлён большой популярностью персонажа.
Озвучка Гарруса была хорошо оценена. В частности Холландер Купер на сайте GamesRadar похвалил персонажа за успокаивающий голос. Также Дженнифер Хьюз положительно оценил озвучку, заявив, что Брендону «удается полностью соответствовать характеру Гарруса». Локализация на русском языке получила смешанные отзывы. Денис Карамышев из StopGame.ru раскритиковал озвучку как Шепарда-мужчины, так и многих других, однако локализацию Гарруса он назвал хорошей.

### Наследие
В Mass Effect: Andromeda разработчиками было сделано несколько отсылок к персонажу. Гаррус упоминается в разговоре между отцом главного героя и Кастисом. Помимо этого, есть расцветка «Архангел» для планетохода, которым пользуется главный герой игры.
После выхода Mass Effect в 2007 году появлялись дети с именами персонажей игры. В том числе родились дети, названные в честь Гарруса. Персонаж стал героем объектом фанатского творчества, он стал героем интернет-мемов и фан-артов. Также Гаррус был очень популярен среди косплееров. В 2021 году поклонник Mass Effect Smelms создал костюм Вакариана, который Николь Рене на сайте Game Rant назвал «идеальным». В том числе персонаж изображался и российскими косплеерами. В частности на фестивале «Киберфест» в 2015 году победителем конкурса стал косплеер под псевдонимом Formaldegid, создавший костюм турианца. После выхода Mass Effect 2 фраза персонажа «Can it wait for a bit? I’m in the middle of some calibrations» (с англ. — «Это не может подождать? У меня тут калибровка в самом разгаре»), при попытке с ним заговорить на корабле, стала мемом. Данный случай примечателен тем, что обычно игроки в Mass Effect много общаются с персонажами, чтобы проверить новые варианты диалогов. Из-за этого такой однообразный ответ Гарруса заставлял игроков думать, что он не хочет разговаривать. Из-за этого в Mass Effect 3 BioWare шутила над фразой персонажа, а в ремастере Mass Effect: Legendary Edition одна из опций меню называлась «калибровка».